# پرچم بیابان آتاکاما
پرچم بیابان آتاکاما در ۳ فوریه ۲۰۱۴ پذیرفته شد.